# Montmagny—L'Islet
Pour les articles homonymes, voir Montmagny et L'Islet.
Ne doit pas être confondu avec Montmagny-L'Islet.
Montmagny—L'Islet est une ancienne circonscription électorale fédérale de la région de Chaudière-Appalaches au Québec. Elle est représentée de 1935 à 1968.

## Historique
La circonscription a été créée en 1933 avec une partie des circonscriptions de L'Islet et de Montmagny. Elle est abolie en 1966 et redistribuée parmi les circonscriptions de Bellechasse et de Kamouraska.
En 1933, la circonscription de Montmagny—L'Islet comprenait:
- Dans le comté de Montmagny: Berthier et Saint-François-de-la-Rivière-du-Sud
- Le comté de L'Islet, excepté les localités d'Ashford, Sainte-Louise, Saint-Roch-des-Aulnaies, Sainte-Perpétue et Tourville

## Liste des députés
| Législature                                | Années    | Député              | Député                      | Parti                     |
| ------------------------------------------ | --------- | ------------------- | --------------------------- | ------------------------- |
| Créée depuis L'Islet et Montmagny          |           |                     |                             |                           |
| 18e                                        | 1935–1940 |                     | Joseph-Fernand Fafard       | Libéral                   |
| 19e                                        | 1940–1945 | Léo-Kemner Laflamme |                             | Libéral                   |
| 20e                                        | 1945–1949 | Jean Lesage         |                             | Libéral                   |
| 21e                                        | 1949–1953 | Jean Lesage         |                             | Libéral                   |
| 22e                                        | 1953–1957 | Jean Lesage         |                             | Libéral                   |
| 23e                                        | 1957–1958 | Jean Lesage         |                             | Libéral                   |
| 24e                                        | 1958–1958 | Jean Lesage         |                             | Libéral                   |
| 24e                                        | 1958–1962 |                     | Louis Fortin                | Progressiste-conservateur |
| 25e                                        | 1962–1963 |                     | Jean-Paul Cook              | Crédit social             |
| 26e                                        | 1963–1965 |                     | Jean-Charles Richard Berger | Libéral                   |
| 27e                                        | 1965–1968 |                     | Jean-Charles Richard Berger | Libéral                   |
| Dissoute dans Bellechasse et de Kamouraska |           |                     |                             |                           |